# Team Arkéa Samsic/2022
Deze pagina geeft een overzicht van de Arkéa-Samsic-wielerploeg in 2022.

## Algemene gegevens
Teammanager: Emmanuel Hubert
Ploegleiders: Yvon Ledanois, Arnaud Gérard, Jasper Vaeck, Kévin Rinaldi, Roger Trehin, Sébastien Hinault, Théo Ouvrard, Yvon Caer
Fietsmerk:

## Renners
| Naam                  | Geboortedatum | Nationaliteit       | Ploeg 2021               |
| --------------------- | ------------- | ------------------- | ------------------------ |
| Winner Anacona        | 11-08-1988    | Colombia            |                          |
| Warren Barguil        | 28-10-1991    | Frankrijk           |                          |
| Louis Barré           | 06-04-2000    | Frankrijk           | Team U Nantes Atlantique |
| Maxime Bouet          | 03-11-1986    | Frankrijk           |                          |
| Nacer Bouhanni        | 25-07-1990    | Frankrijk           |                          |
| Amaury Capiot         | 25-06-1993    | België              |                          |
| Benjamin Declercq     | 04-02-1994    | België              |                          |
| Anthony Delaplace     | 11-09-1989    | Frankrijk           |                          |
| Nicolas Edet          | 01-12-1987    | Frankrijk           | Cofidis                  |
| Miguel Eduardo Flórez | 21-02-1996    | Colombia            |                          |
| Élie Gesbert          | 01-07-1995    | Frankrijk           |                          |
| Donavan Grondin       | 26-09-2000    | Frankrijk           |                          |
| Thibault Guernalec    | 31-07-1997    | Frankrijk           |                          |
| Simon Guglielmi       | 01-07-1997    | Frankrijk           | Groupama-FDJ             |
| Romain Hardy          | 24-08-1988    | Frankrijk           |                          |
| Hugo Hofstetter       | 13-02-1994    | Frankrijk           | Israel Start-Up Nation   |
| Kévin Ledanois        | 13-07-1993    | Frankrijk           |                          |
| Matis Louvel          | 19-07-1999    | Frankrijk           |                          |
| Daniel McLay          | 03-01-1992    | Verenigd Koninkrijk |                          |
| Christophe Noppe      | 29-11-1994    | België              |                          |
| Łukasz Owsian         | 24-02-1990    | Polen               |                          |
| Markus Pajur          | 23-09-2000    | Estland             |                          |
| Laurent Pichon        | 19-07-1986    | Frankrijk           |                          |
| Dayer Quintana        | 10-08-1992    | Colombia            |                          |
| Nairo Quintana        | 04-02-1990    | Colombia            |                          |
| Michel Ries           | 11-03-1998    | Luxemburg           | Trek-Segafredo           |
| Alan Riou             | 02-04-1997    | Frankrijk           |                          |
| Clément Russo         | 20-01-1995    | Frankrijk           |                          |
| Connor Swift          | 30-10-1995    | Verenigd Koninkrijk |                          |
| Kévin Vauquelin       | 26-04-2001    | Frankrijk           |                          |
| Alessandro Verre      | 17-11-2001    | Italië              | Team Colpack Ballan      |

### Stagiairs
Per 1 augustus 2022
| Naam           | Geboortedatum | Nationaliteit | Vorige ploeg                           |
| -------------- | ------------- | ------------- | -------------------------------------- |
| Toon Clynhens  | 09-02-2001    | België        | Team Elevate p/b Home Solution Soenens |
| Ewen Costiou   | 10-11-2002    | Frankrijk     | Côtes d'Armor-Marie Morin-U            |
| Pierre Thierry | 31-03-2003    | Frankrijk     | WB-Fybolia Morbihan                    |

### Vertrokken
| Naam          | Geboortedatum | Nationaliteit | Ploeg 2022                       |
| ------------- | ------------- | ------------- | -------------------------------- |
| Thomas Boudat | 24-02-1994    | Frankrijk     | Go Sport-Roubaix Lille Métropole |
| Diego Rosa    | 27-03-1989    | Italië        | EOLO-Kometa                      |
| Bram Welten   | 29-03-1997    | Nederland     | Groupama-FDJ                     |

## Overwinningen
| GP La Marseillaise Amaury Capiot Ronde van de Provence 3e etappe: Nairo Quintana Eindklassement: Nairo Quintana Bergklassement: Nairo Quintana Ronde van Oman Ploegenklassement: *1) Ronde van de Alpes-Maritimes en de Var 3e etappe: Nairo Quintana Eindklassement: Nairo Quintana Puntenklassement: Nairo Quintana Tirreno-Adriatico 5e etappe: Warren Barguil La Roue Tourangelle Nacer Bouhanni Grote Prijs Miguel Indurain Warren Barguil | Parijs-Camembert Anthony Delaplace Tro Bro Léon Hugo Hofstetter Boucles de la Mayenne 3e etappe: Amaury Capiot Ronde van België Jongerenklassement: Kévin Vauquelin Route d'Occitanie Bergklassement: Winner Anacona Ploegenklassement: *2) Druivenkoers Overijse Matis Louvel Ronde van Poitou-Charentes Jongerenklassement: Kévin Vauquelin KAJ-KWB Prijs Benjamin Declercq |  |

*1) Ploeg Ronde van Oman: Anacona, Capiot, Gesbert, Pichon, Vauquelin
*2) Ploeg Route d'Occitanie: Anacona, Edet, Pichon, D. Quintana, N.Quintana, Ries, Verre
Alpecin-Deceuninck · B&B Hotels-KTM · Bardiani-CSF-Faizanè  · Bingoal Pauwels Sauces WB · Burgos-BH · Caja Rural-Seguros RGA · Drone Hopper-Androni Giocattoli · EOLO-Kometa · Equipo Kern Pharma · Euskaltel-Euskadi · Gazprom-RusVelo · Human Powered Health · Sport Vlaanderen-Baloise · Arkéa-Samsic · Team Novo Nordisk · Team TotalEnergies · Uno-X Pro Cycling Team
Mannen: 2005 · 2006 · 2007 · 2008 · 2009 · 2010 · 2011 · 2012 · 2013 · 2014 · 2015 · 2016 · 2017 · 2018 · 2019 · 2020 · 2021 · 2022 · 2023 · 2024 · 2025
Vrouwen: 2020 · 2021 · 2022 · 2023 · 2024 · 2025